# 101-й армейский корпус (вермахт)
101-й армейский корпус (нем. CI. Armeekorps), сформирован 9 февраля 1945 года.

## Боевой путь корпуса
С февраля 1945 года — дислоцировался на Восточном фронте, на реке Одер (в районе Кюстрина). Имел задачу оборонять Берлин от наступления советских войск.

## Состав корпуса
В марте 1945:
- пехотная дивизия «Берлин»
- пехотная дивизия «Дёбериц»

## Командующие корпусом
- С 9 февраля 1945 — генерал пехоты Вильгельм Берлин
- С 18 апреля 1945 — генерал-лейтенант Фридрих Зикст